# Alb-Donau-Kreis
Alb-Donau-Kreis okrug je u njemačkoj pokrajini Baden-Württemberg. Oko 190.403 stanovnika živi u okrugu površine 1357,52 km².

## Gradovi
1. Blaubeuren
2. Dietenheim
3. Ehingen (Donau)
4. Erbach
5. Laichingen
6. Langenau
7. Munderkingen
8. Schelklingen

## Vanjske poveznice
- Webstranica okruga  Arhivirana inačica izvorne stranice od 8. veljače 2007. (Wayback Machine)